# Live in Chicago 12.19.98 at the United Center
Live in Chicago 12.19.98 at the United Center, conocido simplemente como Live in Chicago 12.19.98, es un álbum en vivo de la banda estadounidense Dave Matthews Band, lanzado por el sello RCA el 23 de octubre de 2001. Se lo grabó en el estadio United Center de Chicago. Fue transmitido vía internet y se lo publicó en CD. Recibió un comentario mixto por parte de Stephen Thomas Erlewine del sitio Allmusic, y se ubicó en dos listas.

## Comercial
El disco se ubicó en el sexto puesto de la lista Billboard 200 y alcanzó el primer lugar en Top Internet Albums.

## Crítica
Stephen Thomas Erlewine del sitio Allmusic le dio tres estrellas de cinco y comentó que el álbum «no está nada mal».

## Lista de canciones
Todos los temas son de David J. Matthews, salvo los indicados.
Disco uno
1. «Intro» – 0:45
2. «The Last Stop» – 11:04
3. «Don't Drink the Water» – 6:57
4. «#41» – 10:20
  - con Victor Wooten
5. «#40» – 0:37
  - por Dave Matthews
6. «Lie in Our Graves» – 12:38
7. «What Would You Say» – 5:35
  - con Maceo Parker
8. «Pantala Intro» – 5:05
9. «Pantala Naga Pampa» – 0:40
10. «Rapunzel» – 7:21
11. «Stay (Wasting Time)» – 6:53

Disco dos
1. «The Maker» (Daniel Lanois) – 9:37
  - con Mitch Rutman y Victor Wooten
2. «Crash into Me» – 5:56
3. «Jimi Thing» – 14:10
4. «So Much to Say» (Matthews, Peter Griesar) » "Anyone Seen the Bridge?" » – 5:41
5. «Too Much» – 5:13
6. «Christmas Song» – 5:52
7. «Watchtower Intro» – 2:25
  - por Stefan Lessard
8. «All Along the Watchtower» (Bob Dylan) – 12:01

- Fuente:[1]

## Personal
Dave Matthews Band
- Carter Beauford – percusión, batería
- Stefan Lessard – bajo
- Dave Matthews – guitarra, voz
- LeRoi Moore – saxófono, trompa
- Boyd Tinsley – violín

Músicos adicionales
- Maceo Parker – saxófono
- Tim Reynolds – guitarra eléctrica
- Mitch Rutman – guitarra eléctriva
- Victor Wooten – bajo